# Puccinia novozelandica
Puccinia novozelandica är en svampart som beskrevs av Bubák 1901. Puccinia novozelandica ingår i släktet Puccinia och familjen Pucciniaceae.   Inga underarter finns listade i Catalogue of Life.